# Marek Słyk
Marek Słyk (ur. 14 listopada 1953 w Warszawie, zm. 3 kwietnia 2019 tamże) – polski prozaik i poeta, przedstawiciel literackiego postmodernizmu.

## Życiorys
Pierwszą powieść napisał, mając 17 lat, pierwsze wiersze opublikował w „Poezji” w wieku 18 lat.
Debiutował w roku 1979, gdy miesięcznik „Twórczość” opublikował w częściach jego powieść W barszczu przygód, która w 1980 roku została również wydana przez Iskry.
W kolejnych latach, nakładem tego wydawnictwa, ukazały się kolejne dwie części: W rosole powikłań (1982) i W krupniku rozstrzygnięć (1986). W 1982 roku ukazała się również powieść Gra o super mózg wydana przez Młodzieżową Agencję Wydawniczą.
Po W krupniku rozstrzygnięć aż do śmierci nie udało mu się wydać żadnej nowej książki.
Liczne wiersze, opowiadania i krótkie formy były publikowane m.in. na łamach „Fantastyki”, (później „Nowej Fantastyki”), „Szpilek” czy „Młodego Technika”.
Autorem ilustracji do jego książek jest Franciszek Maśluszczak.

## Twórczość

### Powieści
- W barszczu przygód (Iskry, 1980)
- W rosole powikłań (Iskry, 1982)
- W krupniku rozstrzygnięć (Iskry, 1986)
- Gra o super mózg (Młodzieżowa Agencja Wydawnicza, 1982)
- Pra-weda (nieopublikowana; fragment w czasopiśmie „Pole”, 2024 nr 1 (4)[3])

### Opowiadania (wybrane)
- Szlafmyca firmy Jones („Młody Technik”)
- Opowieści sztucznej szczęki („Młody Technik”, 1989 nr 9 s. 52–3)
- Pokuta (Opowiadanko do poduszki) („Rzeczywistość”, 1989 nr 2 s. 12)
- Trzy morderstwa i jedno samobójstwo (Powieścidełko satyryczne) („Szpilki”, 1990 nr 24 s. 7)
- Festiwal pięciu zmysłów („Wiadomości Kulturalne”, 1995 nr 42 s. 12)
- Dowód! („Nowa Fantastyka”, 2003 nr 251)
- Zstąpienie do podprzestrzeni (2004)

### Dramat
- Zero razy nieskończoność („Pole”, 2024 nr 1 (4))[4]

### Wiersze (wybrane)
- Na śmierć Jonasza Kofty („Szpilki”, 1988 nr 21 s. 6)
- Więcej potu („Szpilki”, 1988 nr 44 s. 3)
- Dwadzieścia Giewontów („Szpilki”, 1990 nr 38 s. 11)
- Dziewczynę tę poznasz (1999)
- Dzieciństwo (1999)
- Ogródek (1999)
- Plagiat (1999)
- Różnica (2000)
- Serial (2003)
- Bezradni (2004)

## Nagrody
W 1981 roku otrzymał nagrodę literacką im. Wilhelma Macha za powieść W barszczu przygód.